# Il·lustre Col·legi de l'Advocacia de Barcelona
L'Il·lustre Col·legi de l'Advocacia de Barcelona (ICAB), fins al 2015 Il·lustre Col·legi d'Advocats de Barcelona, és una corporació professional a la qual han de pertànyer les persones llicenciades o graduades en Dret per a poder exercir a Barcelona i en altres municipis de la demarcació de l'ens.

## Història
Fou instituïda per una cèdula reial el 1833. Ha tingut diferents seus com ara de l'annex de l'Església de Sant Felip Neri (1837), el pis principal del carrer de la Lleona, 14 (1865) i la Casa de l'Ardiaca (1895), espais que es van tornar petits a marxes forçades a causa del creixement de la seva biblioteca. Des del 1922 té la seu al Palau Casades, al carrer de Mallorca, 283.

## Organització
Actualment, té més de 24.000 col·legiats i col·legiades. Compta amb una Escola de Pràctica Jurídica (EPJ), té una Comissió de Cultura que programa actes d'interès públic, i una Borsa de Treball.
El càrrec de degà és de lliure elecció, com tots els de la junta de govern, i gaudeix d'un gran prestigi. Des del 3 de juliol de 2025, la degana és l'advocada Cristinva Vallejo Ros.

## Publicacions
Des del 1895, conjuntament amb l'Acadèmia de Jurisprudència i Legislació de Catalunya, instal·lada al mateix edifici, publica la Revista Jurídica de Catalunya i a partir del 1983 publica la revista col·legial Món Jurídic.

## Biblioteca
El Col·legi disposa d'una biblioteca especialitzada en Dret i Ciències Socials considerada com una de les més importants d'Europa. Té més de 300.000 volums, prop de 1.300 títols de publicacions periòdiques i 50 bases de dades amb contingut legislatiu, jurisprudencial, doctrinal, de models i formularis: pergamins (uns 800), al·legacions jurídiques (40.000), manuscrits (200) i llibres impresos (26 incunables i 2.000 del segle xvi), des del segle xii fins al 1900.
Disposa de tres sales d'accés públic: la sala de Lectura, on s'ubiquen les monografies publicades en els últims 6 anys organitzades per matèries; l'hemeroteca, on es troben els darrers anys de les revistes de més consulta ordenades alfabèticament, i la premsa diària; i la sala de bases de dades, equipada amb 20 ordinadors, on es troba l'accés a tots els recursos electrònics i a Internet.
L'any 1989 se'n van iniciar les tasques d'informatització de la Biblioteca; així avui podeu consultar tot el fons posterior a 1978 des del catàleg en línia: prop de 30.000 monografies, totes les publicacions periòdiques i quasi 30.000 articles buidats.

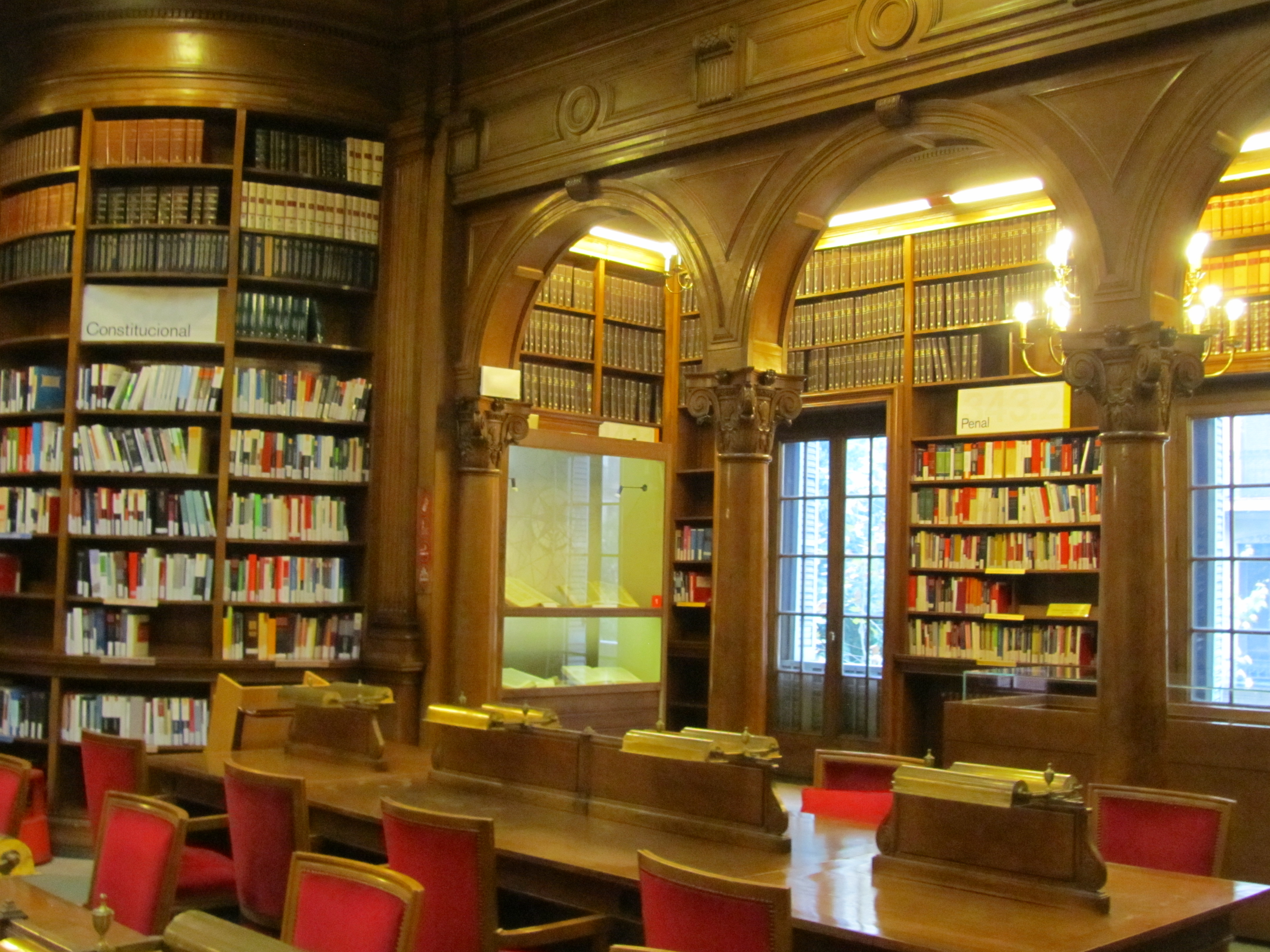
Biblioteca
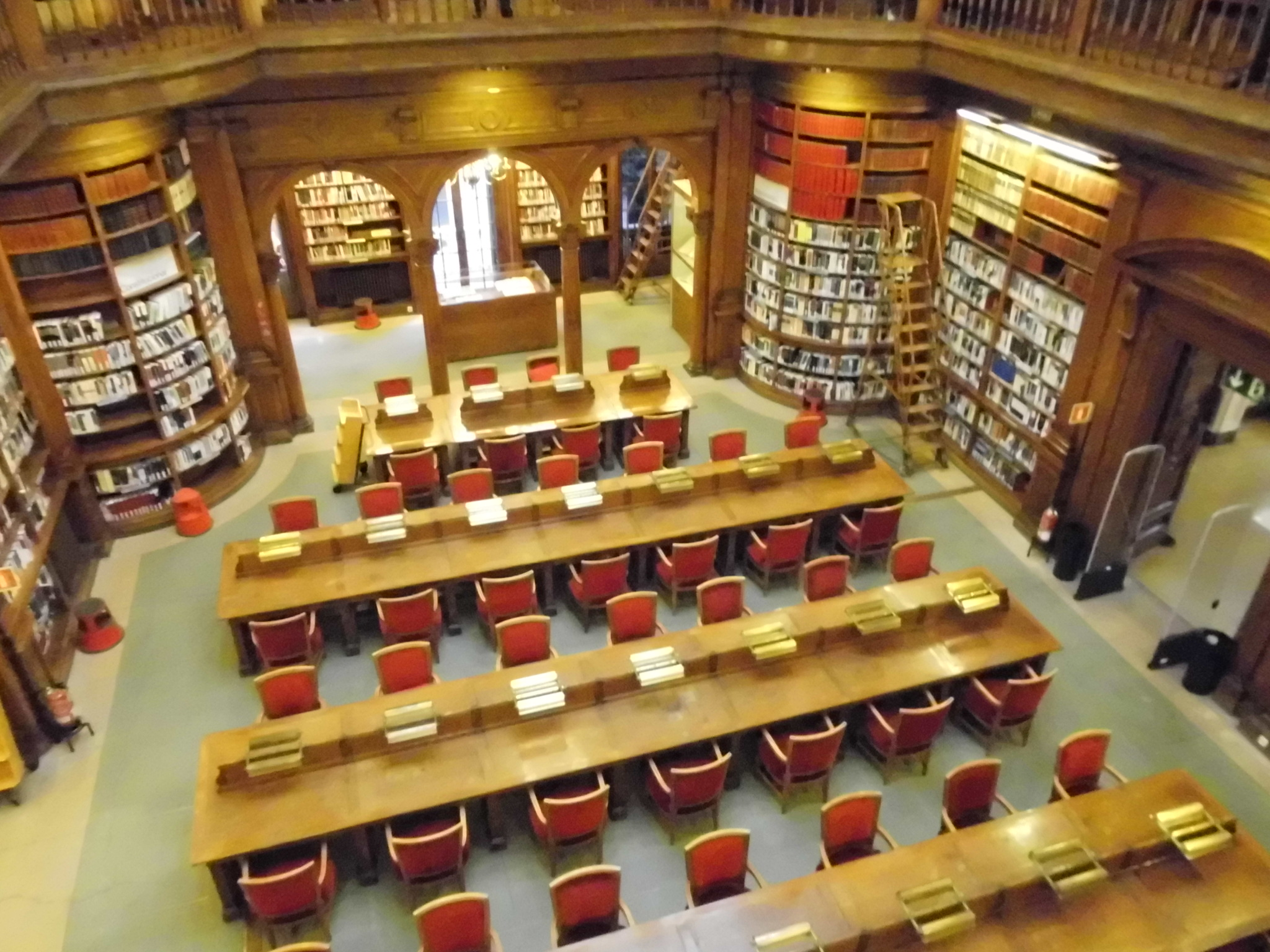
Biblioteca
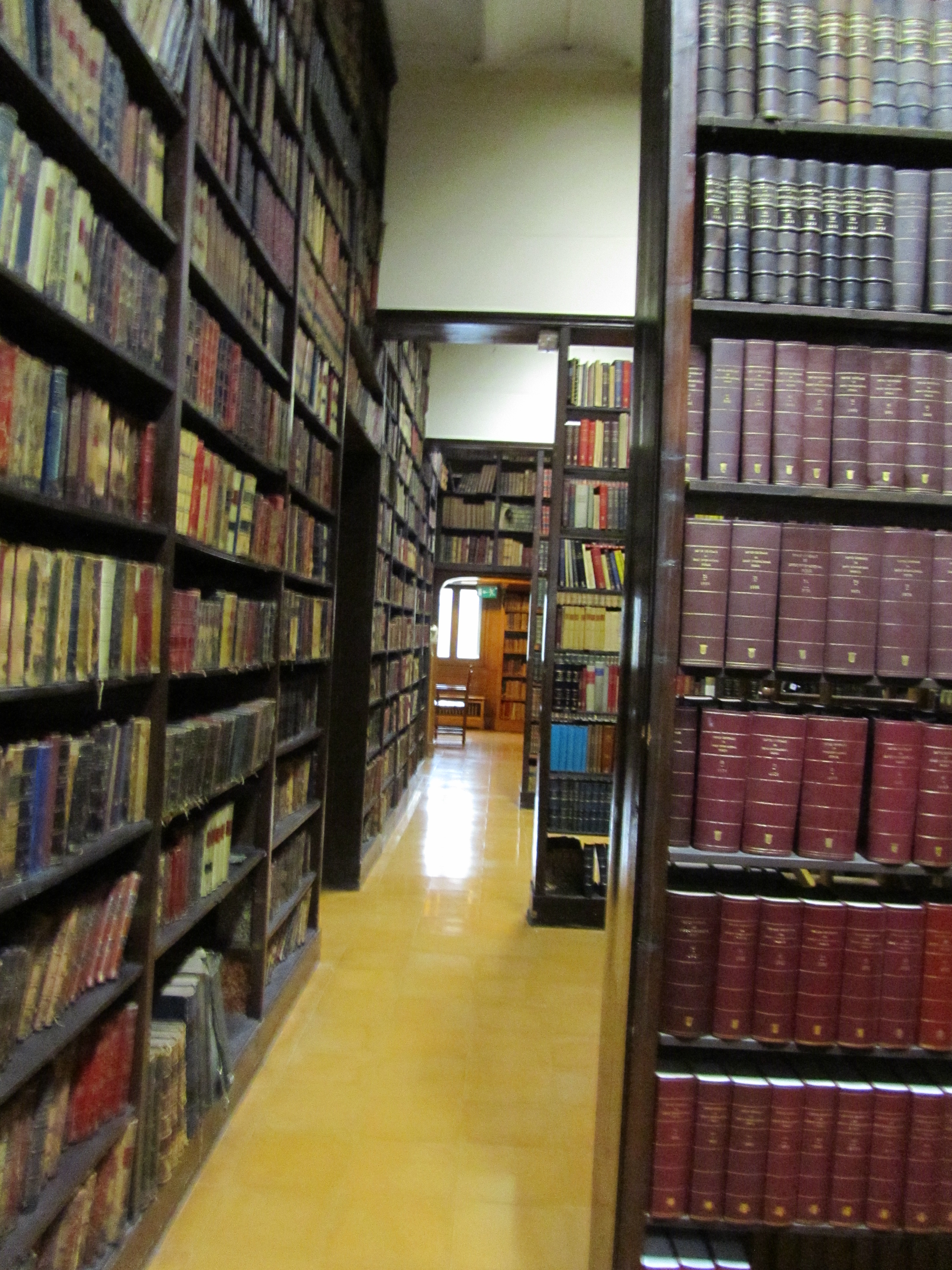
Fons de llibres
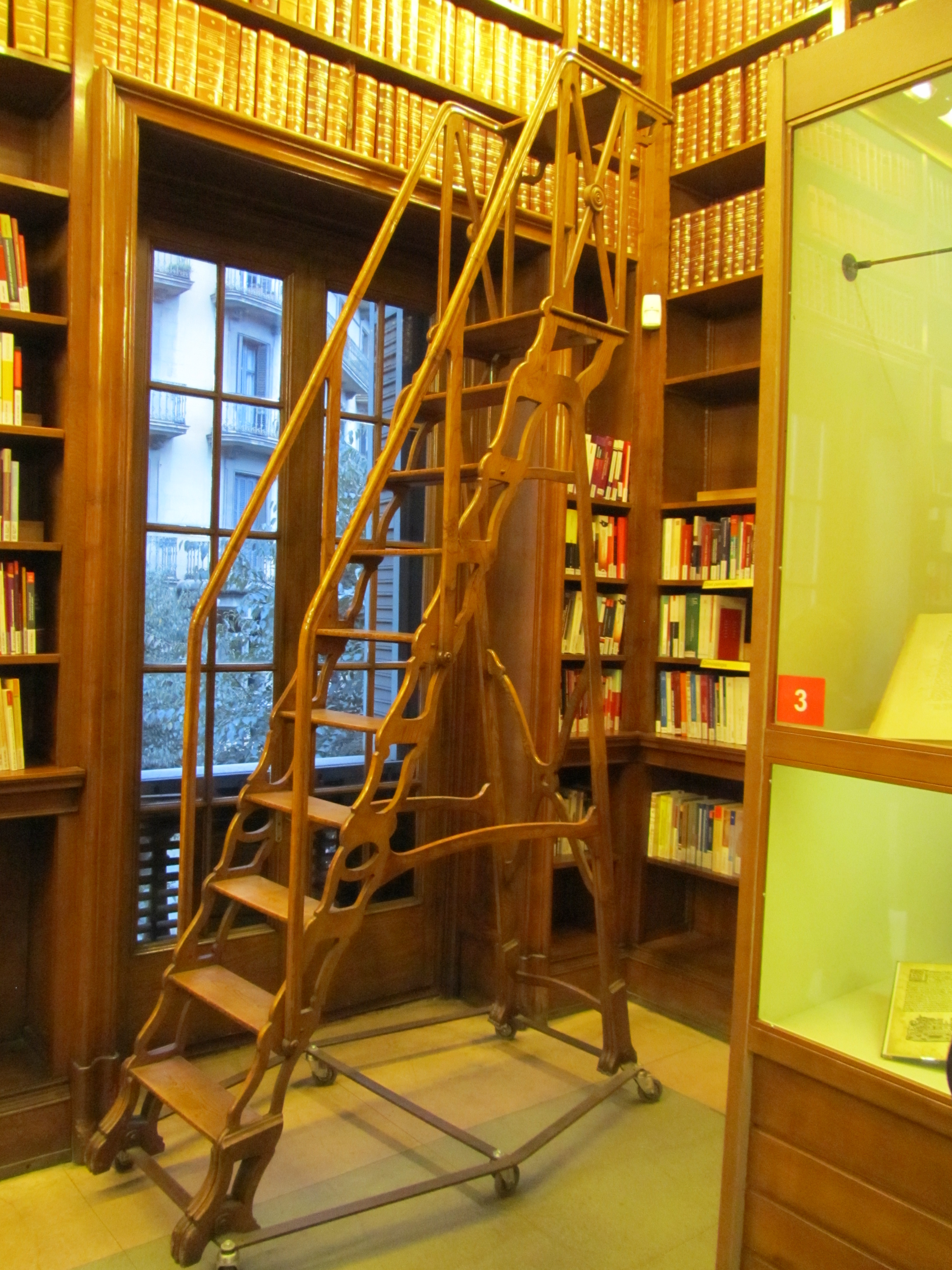
Escala